# Mormântul lui Petru Zadnipru
Mormântul lui Petru Zadnipru este un mormânt amplasat în Sauca, raionul Ocnița, Republica Moldova. Este un monument istoric de importanță națională inclus în Registrul monumentelor Republicii Moldova ocrotite de stat cu nr. 1807 (raionul Ocnița).